# Ева Јанко
Ева Јанко, рођена Егер (Флоинг, Штајерска, 24. јануар 1945) била је аустријска атлетичарка и национална рекордерка и трострука учесница Летњих олимпијских игара. Специјализовала се за бацање копља.
Евина мајка била је Пољакиња, а отац Аустрiјанац. Била је друго од четворо деце. Ева Јанко је од 1966—1982 14 пута била аустријска првакиња у бацању копља. Највећи успех у каријери Попстигла је на Летљим олимпијским играма 1968. у Мексико Ситију освојивши бронзану медаљу.
Лични рекорд поставила је у Инзбруку 27. јула, 1973. хитцем од 61,80 м, што је дуго био и аустријски рекорд.
Године 1996. добила је Златни Орден за заслуге Републике Аустрије и 1975. за спортске заслугге града Санкт Пелтена.
Њен супруг Херберт Јанко је 1966—1968 био аустријски првак у скоку убис, а син Марк Јанко је аустријски репрезентативац у фудбалу.

## Значајнији резултати
| Год.                  | Такмичење             | Место                   | Пласман               | Дисциплина            | Резултат              | Бел.                  |
| Представљала Аустрију | Представљала Аустрију | Представљала Аустрију   | Представљала Аустрију | Представљала Аустрију | Представљала Аустрију | Представљала Аустрију |
| --------------------- | --------------------- | ----------------------- | --------------------- | --------------------- | --------------------- | --------------------- |
| 1968.                 | Олимпијске игре       | Мексико Сити, Мексико   |                       | бацање копља          | 58,04 м               |                       |
| 1972.                 | Олимпијске игре       | Минхен, Западна Немачка | 6.                    | бацање копља          | 58,56 м               |                       |
| 1976.                 | Олимпијске игре       | Монтреал, Канада        | 9.                    | бацање копља          | 57,20 м               |                       |